# Federazione di baseball e softball della Spagna
La Federazione spagnola di baseball e softball (spa. Real Federación Española de Béisbol y Sófbol) è un'organizzazione fondata nel 1944 per governare la pratica del baseball e del softball in Spagna.
Organizza il campionato maschile e di softball femminile, e pone sotto la propria egida la nazionale maschile e di softball femminile.